# Elitserien i innebandy för herrar 2000/2001
Elitserien i innebandy för herrar 2000/2001 vann Balrog IK grundserien, medan Haninge IBK blev svenska mästare efter slutspelet och finalvinst mot Warbergs IC 85 med 3-1 i matcher.

## Tabell
Plac. = Placering, S = Spelade, V = Vinster, O = Oavgjorda, F = Förluster, VÖ = Vinster på övertid, +/- = Gjorda mål - Insläppta mål, MSK = Målskillnad, P = Poäng
|  |                             |
|  | Till slutspel               |
|  | Till nedflyttningskval      |
|  | Nedflyttade till Division 1 |

## Slutspel

### Kvartsfinaler
- Balrog B/S IK - AIK 3-1 i matcher: 5-3, 6-5 sd, 7-9, 5-4
- IBK Dalen - Warbergs IC 85 1-3 i matcher: 5-3, 7-8, 4-5 sd, 4-5
- Pixbo Wallenstam IBK - Nerike IBK 3-1 i matcher: 7-1, 4-6, 10-4, 6-2
- Haninge IBK - Fornudden IB 3-1 i matcher: 6-5 sd, 2-4, 8-2, 4-2

### Semifinaler
- Balrog B/S IK - Warbergs IC 85 2-3 i matcher 5-4 sd, 4-5 sd, 10-2, 2-8, 4-5 sd
- Pixbo Wallenstam IBK - Haninge IBK 1-3 i matcher 2-3, 2-7, 5-3, 4-5

### Final
- Haninge IBK - Warbergs IC 85 3-1 i matcher: (7-1, 3-4, 9-6, 6-3)

Haninge IBK svenska mästare 2000/2001.